# Zuidereilandtakahe
De zuidereilandtakahe (Porphyrio hochstetteri) is een niet-vliegende ral die tot hetzelfde geslacht behoort als de in Europa voorkomende purperkoet (P. Porphyrio). In het Maori heten purperkoeten takahe.

## Kenmerken
Deze vogel heeft een lichaamslengte van 63 cm en een gewicht van 3 kg en is veel groter dan de gewone purperkoet. Het is een wat logge, groenblauw gekleurde ral. De rug en de vleugels zijn olijfgroen tot blauw. De vogel heeft een grote rode snavel met een rode bles en forse rode poten. Onvolwassen vogels zijn doffer van kleur.

## Voortplanting
De vogels vormen paartjes voor het leven. Ze nestelen op de grond tussen het gras. Omdat de eieren en jonge vogels onveilig zijn voor roofdieren, wordt de soort door gerichte beschermingsmaatregelen als het in toom houden van roofdieren in stand gehouden. Het aantal dieren neemt toe.

## Verspreiding en leefgebied
Deze soort leeft op het Zuidereiland van Nieuw-Zeeland, waar hij voorkomt in de Murchison en Kepler-bergen in het zuidwesten van het eiland. Deze vogel is ingevoerd op Kapiti.
De zuidereilandtakahe leeft in de graslanden in de bergen, waar hij zich voedt met de zaadhoofdjes en het zachte onderste gedeelte van het gras.

## Status
De zuidereilandtakahe heeft net als andere niet-vliegende eilandsoorten ernstig geleden onder de concurrentie van ingevoerde diersoorten zoals herten en predatie door ingevoerde wezels. Zijn aantal nam hierdoor snel af, waardoor hij rond het jaar 1900 als uitgestorven werd beschouwd. In 1948 werd een kleine populatie van de soort herontdekt in het zuidwesten van het Zuidereiland. Dankzij actief natuurbeheer zoals de bestrijding van exotische predatoren werd het aantal vogels in 2016 geschat op 200. Zonder deze bescherming kan de populatie zich niet in stand houden. Om deze redenen staat deze soort als bedreigd op de Rode Lijst van de IUCN.

## Taxonomie
De  zuidereilandtakahe is familie van de in Nieuw-Zeeland ook voorkomende Australische purperkoet  (P. melanotus, pūkeko in het Maori), een purperkoet die kan vliegen. Waarschijnlijk waren er oorspronkelijk een negental soorten purperkoeten in Nieuw-Zeeland.
Oorspronkelijk werden de noordereilandtakahe (P. mantelli) (die plaatselijk bekendstaat als mōho) en de zuidereilandtakahe als aparte soorten beschouwd. De  zuidereilandtakahe werd in 1883 zelfs in een ander geslacht als Notornis hochstetteri beschreven. Later werden deze twee soorten samengevoegd tot één soort en als ondersoorten beschouwd (P. m. mantelli en P. m. hochstetteri). Inmiddels is de noordereilandtakahe uitgestorven; er zijn echter wel skeletresten gevonden en onderzocht. Studies uit de jaren 1990 toonden aan dat de verschillen toch een aparte soortstatus rechtvaardigen.

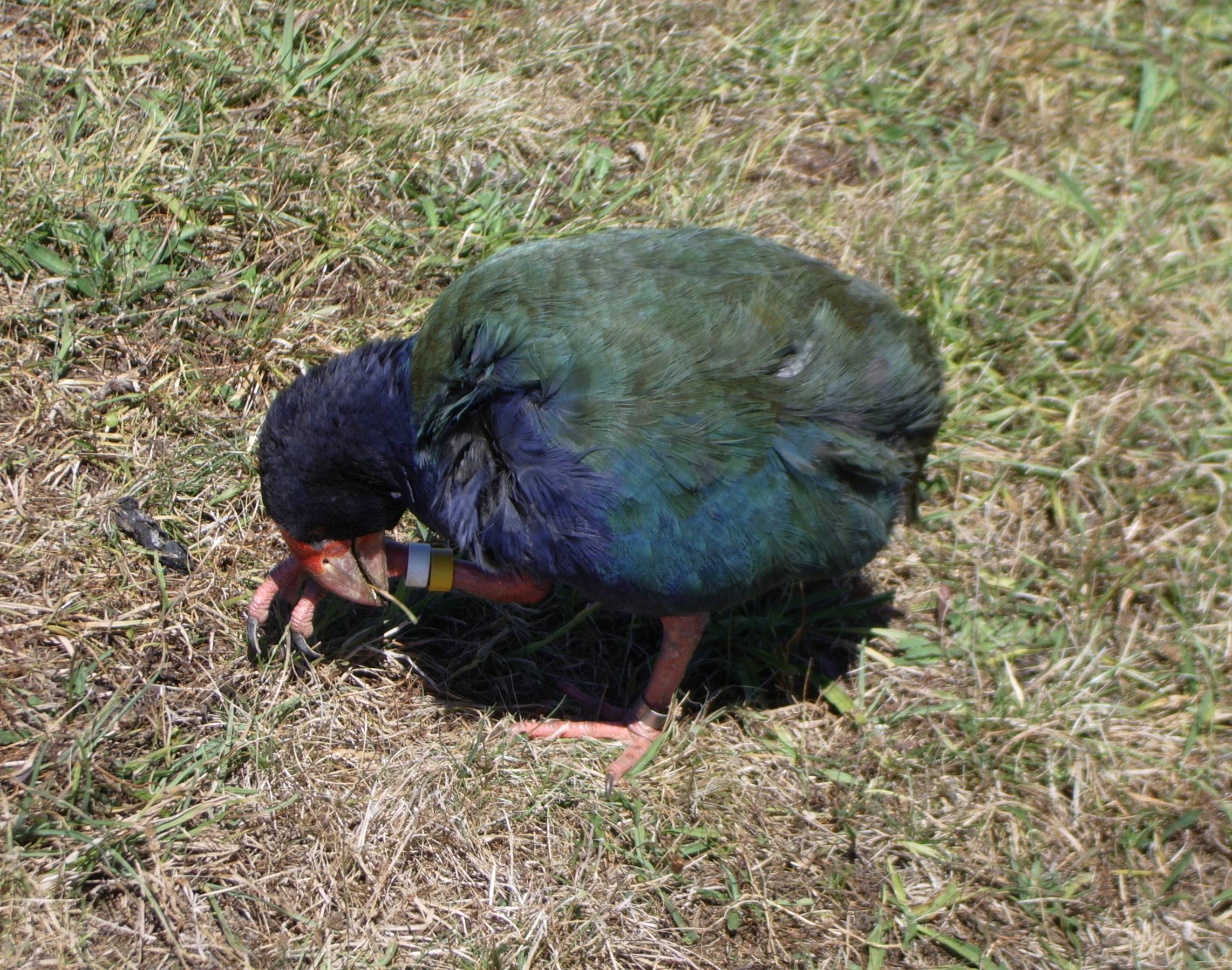
Grasetende takahe

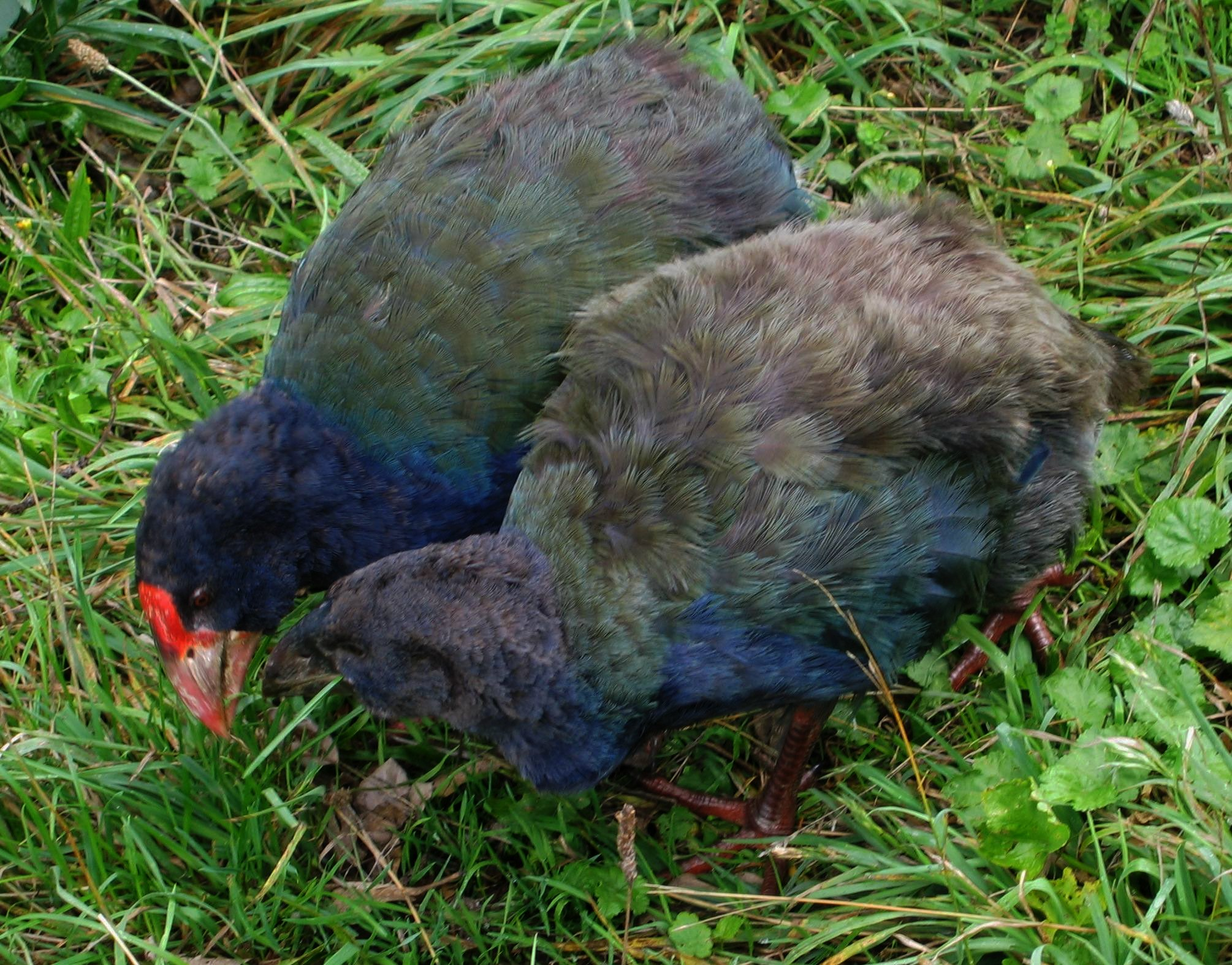